# 海德瑙
海德瑙（德語：Heidenau，發音：[ˈhaɪdənaʊ] ⓘ）是德国萨克森州萨克森施韦茨-东厄尔士山县的城市，面积11.07平方千米，2023年12月31日人口为16,667人。